# Nu dans un fauteuil, plante verte
Nu dans un fauteuil, plante verte est un tableau réalisé en novembre 1936 par le peintre français Henri Matisse. Cette huile sur toile représente une femme à la blouse rose ouverte assise dans un fauteuil sous une plante. L'œuvre est conservée au musée Matisse de Nice, à Nice, dans les Alpes-Maritimes.

## Expositions
- Matisse. Cahiers d'art – Le tournant des années 1930, musée de l'Orangerie, Paris, 2023 — n°132.